# Yeray Gómez Ferragut
Yeray Gómez Ferragut (Selva, Mallorca, Islas Baleares, España; 10 de junio de 1992) es futbolista español. Juega de portero y su actual equipo es el Unión Deportiva Poblense de la Tercera División de España,

## Clubes
| Club                           | País   | Temporadas |
| ------------------------------ | ------ | ---------- |
| Real Club Deportivo Mallorca B | España | 2010-2013  |
| Valencia Mestalla              | España | 2013-2014  |
| Unión Deportiva Almería "B"    | España | 2014-2016  |
| Club Esportiu Xilvar           | España | 2016-2017  |
| Club Santa Catalina Atlético   | España | 2017-2018  |
| Unión Deportiva Poblense       | España | 2018-      |